# جون لايتون (لاعب كرة قدم)
جون لايتون (بالإنجليزية: John Layton)‏ هو لاعب كرة قدم ومدرب كرة قدم بريطاني في مركز الدفاع، ولد في 29 يونيو 1951. لعب مع نادي هيرفورد ونيوبورت كونتي.